# Тресков, Игорь Борисович
Игорь Борисович Тресков (род. 9 мая 1971, Караул, Кировская область) — российский государственный деятель, сенатор Российской Федерации ― представитель от исполнительной власти Московской области с 1 октября 2024.

## Биография
В 1994 г. окончил юридический факультет Якутского государственного университета им. М. К. Аммосова (ныне Северо-Восточный федеральный университет им. М. К. Аммосова)
С 1994 по 1998 год — ведущий юрисконсульт, главный юрисконсульт коммерческого банка социального развития «Якутия».
С 1998 по 2003 год — заместитель начальника управления, и. о. начальника управления, начальник управления Администрации города Якутска Республики Саха (Якутия).
В 2000 году окончил Российскую академию государственной службы при президенте РФ (ныне РАНХиГС).
С 2003 по 2007 год — заместитель мэра Якутска.
С 2007 по 2009 год — заместитель министра имущественных отношений Республики Саха (Якутия).
С 2009 по 2012 год — руководитель территориального управления Федерального агентства по управлению государственным имуществом в Республике Саха (Якутия).
В сентябре 2012 года — начальник нормативно-правового управления Министерства имущественных отношений Московской области.
С ноября 2012 по апрель 2016 года — заместитель министра, первый заместитель министра имущественных отношений Московской области.
В апреле 2016 года был назначен начальником Главного управления дорожного хозяйства Московской области.
В 2017 ― 2019 гг.  ― министр транспорта Московской области.
С октября 2019 года по октябрь 2024 года ― вице-губернатор Московской области.

### Совет Федерации
2 октября 2024 года губернатором Московской области Андреем Воробьевым был наделен полномочиями сенатора РФ ―  представителя от исполнительной власти Московской области в Совете Федерации России. Сменил в Совфеде Ольгу Забралову.

### Личная жизнь
Игорь Тресков женат, его супругу зовут Надежда. У пары — четверо детей: двое сыновей и две дочери.

### Награды
- Орден Дружбы (2023)
- Медаль ордена "За заслуги перед Отечеством" II степени (2019)

- Государственный советник Республики Саха (Якутия) III класса[1].